# Beach-volley aux Jeux africains de 2019
Navigation
2015 2023
Les compétitions de beach-volley aux Jeux africains de 2019 ont lieu du 16 au 21 août 2019 sur la plage de Salé, au Maroc.

## Médaillés
| Épreuves         | Or                                        | Argent                                 | Bronze                                           |
| ---------------- | ----------------------------------------- | -------------------------------------- | ------------------------------------------------ |
| Tournoi masculin | Gambie Sainey Jawo Babou Jarra Mbye       | Maroc Mohamed Abicha Zouheir El Graoui | Rwanda Patrick Akumuntu Kavalo Olivier Ntagengwa |
| Tournoi féminin  | Égypte Farida El Askalany Doaa Elghobashy | Kenya Gaudencia Makokha Naomie Too     | Mozambique Géssica Moiane Mércia Mucheza         |

## Tableau des médailles
| Rang  | Nation     | Or | Argent | Bronze | Total |
| ----- | ---------- | -- | ------ | ------ | ----- |
| 1     | Égypte     | 1  | 0      | 0      | 1     |
| 1     | Gambie     | 1  | 0      | 0      | 1     |
| 3     | Kenya      | 0  | 1      | 0      | 0     |
| 3     | Maroc      | 0  | 1      | 0      | 0     |
| 5     | Mozambique | 0  | 0      | 1      | 1     |
| 5     | Rwanda     | 0  | 0      | 1      | 1     |
| Total | Total      | 2  | 2      | 2      | 6     |